# Agnieszka Jochymek
Agnieszka Jochymek (ur. 10 września 1985 w Krapkowicach) – polska piłkarka ręczna, lewoskrzydłowa, mistrzyni i reprezentantka Polski, od 2006 zawodniczka Zagłębia Lubin.

## Kariera sportowa
Była zawodniczką MOS Krapkowice, SMS-u Gliwice (w sezonie 2003/2004, w którym zdobyła 131 goli w 18 meczach, zajęła 2. miejsce w klasyfikacji najlepszych strzelczyń I ligi) i w latach 2004–2006 Sośnicy Gliwice, w barwach której zadebiutowała w Ekstraklasie. W 2006 przeszła do Zagłębia Lubin. Z lubińskim klubem zdobyła mistrzostwo Polski w 2011, wicemistrzostwo Polski w 2009, 2010, 2012, 2013, 2017, 2018 i 2019 oraz brązowe medale mistrzostw Polski w 2007 i 2008, a także Puchar Polski w 2009, 2011, 2013, 2017 i 2019. W barwach Zagłębia występowała też w europejskich pucharach, m.in. w meczach kwalifikacyjnych do Ligi Mistrzyń (trzy gole) i spotkaniach Pucharu EHF (54 bramki).
Z młodzieżową reprezentacją Polski uczestniczyła w 2004 w mistrzostwach Europy U-19 w Czechach, w których rzuciła 31 bramek, i w 2005 w mistrzostwach świata U-20 w Czechach, podczas których zdobyła 23 gole.
W reprezentacji Polski seniorek zadebiutowała 23 października 2003 w towarzyskim spotkaniu z Czechami. W 2006 wystąpiła na mistrzostwach Europy w Szwecji, zajmując z drużyną 8. miejsce, a w 2013 na mistrzostwach świata w Serbii, w których Polska zajęła 4. miejsce, a ona zdobyła 11 bramek w dziewięciu meczach.
W kwietniu 2020 poinformowała o zakończeniu kariery sportowej.